# سیارک ۳۱۰۱
سیارک ۳۱۰۱ (به انگلیسی: 3101 Goldberger، نامگذاری:1978GB) سه هزار و صد و یکمین سیارک کشف شده‌است که در ۱۱ آوریل ۱۹۷۸ کشف شد.
قدر مطلق سیارک برابر ۱۴٫۲۰ است.